# Battaglia di Presburgo
La battaglia di Presburgo (in tedesco Schlacht von Pressburg), di Pozsony (in ungherese Pozsonyi csata), o di Bratislava (in slovacco Bitka pri Bratislave) fu uno scontro che durò tre giorni combattuto tra il 4 e il 6 luglio 907, nel corso del quale l'esercito del regno dei Franchi Orientali, costituito principalmente da truppe bavaresi guidate dal margravio Liutpoldo, fu annientato dalle forze ungare.
Il luogo esatto in cui si svolse la battaglia non è noto. Fonti contemporanee affermano che si svolse a "Brezalauspurc", ma non si conosce a quale sito corrisponda esattamente: alcuni specialisti collocano la battaglia nelle vicinanze di Zalavár (Mosapurc), altri in una località vicina a Bratislava (Presburgo).
A seguito della battaglia di Presburgo, il regno dei Franchi Orientali non riuscì a riguadagnare il controllo sulla marca carolingia di Pannonia, compreso il territorio della futura marchia orientalis, perduta nel 900.
Grazie alla vittoria conseguita, gli ungari ribadirono la loro sovranità sulle terre conquistate durante la conquista del bacino dei Carpazi, impedendo un'invasione tedesca che potesse mettere a repentaglio le conquiste del principato. Questa battaglia è considerata una delle più significative della storia dell'Ungheria e segna la conclusione della conquista magiara.

## Fonti
La battaglia di Presburgo è menzionata in diversi annali, tra cui gli Annales iuvavenses, gli Annales Alamannici, i Continuator Reginonis, gli Annales Augienses, oltre che le necrologie di personaggi importanti come re, duchi, conti, vescovi e abati. La fonte principale per la battaglia resta la cronaca del XVI secolo dell'umanista, storico e filologo bavarese del Rinascimento Giovanni Aventino chiamata Annalium Boiorum VII, che contiene delle descrizioni complete dell'evento. Nonostante fosse stata redatta seicento anni dopo gli eventi, l'opera si basa su manoscritti scritti coevi alla battaglia, oggi ormai perduti.

## Antefatti

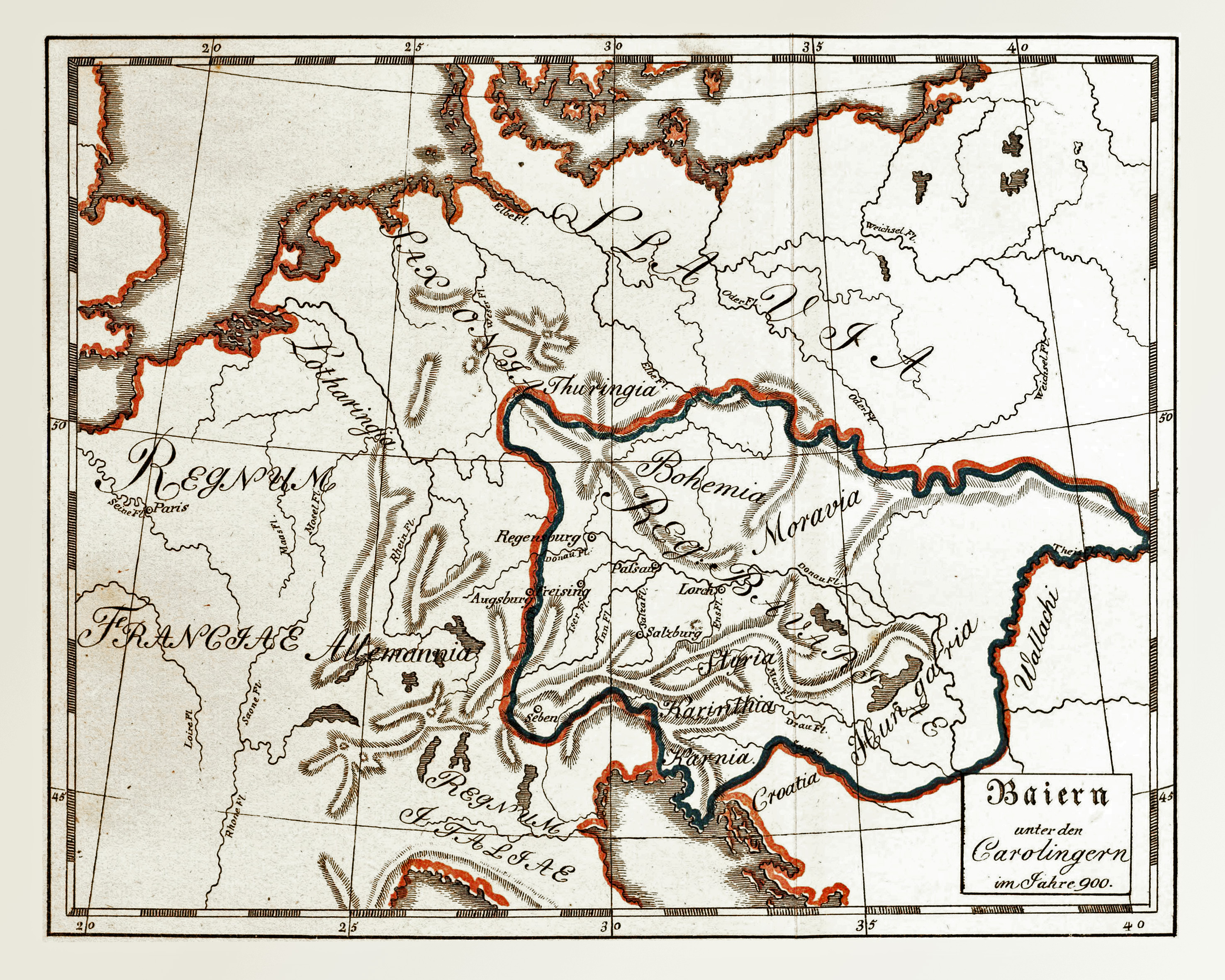
La Baviera e i territori dipendenti (compresa la Moravia) nel 900, prima della conquista magiara

Nel 900 i consiglieri del nuovo re dei Franchi Orientali, Ludovico IV il Fanciullo, guidati dal reggente di quest'ultimo, Attone I, arcivescovo di Magonza, si rifiutarono di rinnovare l'alleanza franco-orientale-ungara, ragion per cui tale rapporto di cooperazione poté dirsi concluso con la morte del precedente re Arnolfo di Carinzia. Di conseguenza, nel 900 gli ungari occuparono la Pannonia (Transdanubio) appartenente al ducato di Baviera, ovvero una parte del regno dei Franchi Orientali. Con quest'atto iniziò una guerra tra ungari e tedeschi che durò fino al 910. Prima della battaglia di Presburgo (Brezalauspurc), la maggioranza dei combattimenti avvenuti vedeva battersi ungari e bavaresi, ad eccezione della campagna eseguita dai magiari in Sassonia del 906.
Dopo aver perso la Pannonia, Liutpoldo, margravio di Baviera, si alleò con il suo antico nemico, Mojmír II di Moravia. Nel 902 gli eserciti ungari, probabilmente guidati da Kurszán, sconfissero la Grande Moravia e occuparono la sua area orientale, occupando in seguito il resto della Moravia e Dalamancia (territorio nei dintorni di Meissen). Ciò interruppe le rotte commerciali della Baviera verso l'Europa settentrionale e orientale. Un simile evento si rivelò un duro colpo economico per la Baviera e fu uno dei motivi per cui Liutpoldo ritenne fosse necessaria una campagna contro gli ungari. Inoltre, egli non poteva tollerare la perdita del controllo bavarese sulla Pannonia, sulla Moravia e sulla Boemia.

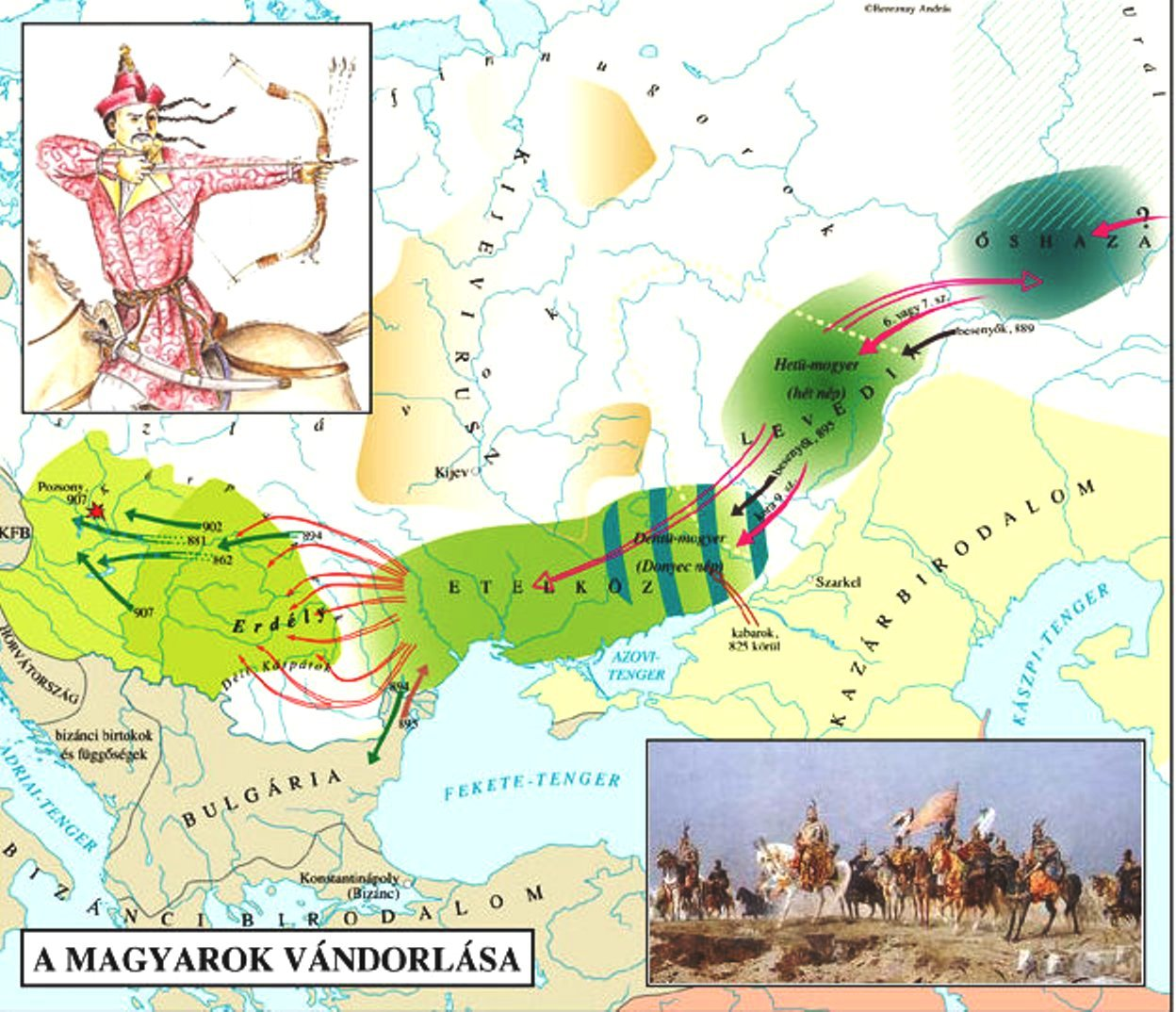
La conquista del bacino dei Carpazi da parte degli ungari. Le terre bavaresi e morave occupate dopo il 900 sono indicate in verde chiaro. In alto a sinistra: immagine autentica di un guerriero ungaro

Numerosi eventi convinsero Liutpoldo ad avviare una campagna contro i magiari. Durante gli ultimi attacchi eseguiti dagli aggressori ai danni della Baviera, le forze di Liutpoldo sconfissero alcune delle loro unità in battaglie minori, come a Laibach (901) e sul fiume Fischa (903). Nel 904 i bavaresi assassinarono Kurszán in un'imboscata tesa durante dei falsi negoziati di pace. Con queste battute d'arresto, per un certo periodo, gli ungari si astennero dal raggiungere nuovamente la Baviera. Questi eventi, assieme alla convinzione che gli ungari temessero le sue forze, convinsero Liutpoldo che era il momento giusto per espellere gli ungari dai territori che prima appartenevano alla Baviera.

## Preludio
Nel 907 Liutpoldo ordinò la creazione di un grande esercito bavarese-tedesco (Heerbann) da tutta la Baviera, che si concentrò attorno a Ennsburg. Sperava di ottenere una vittoria decisiva contro gli ungari, che avevano formato un importante principato nel bacino della Pannonia. Sulla base della cronaca di Aventino, i politici, i capi militari e il clero del ducato di Baviera si riunirono il 15 giugno 907 a Ennsburg per pianificare la campagna, concludendo che «gli ungari devono essere eliminati dalla Baviera». A quel tempo, la regione teutonica comprendeva la Pannonia, l'Ostmark, ad est del fiume Enns, e probabilmente le antiche terre della Grande Moravia (oggi corrispondente alla parte occidentale della Slovacchia). Secondo alcuni storici, la Baviera includeva forse l'area tra il Danubio e il fiume Tibisco, territori che appartenevano o dipendevano dalla Baviera prima della conquista magiara nel 900, vale a dire la regione occidentale del bacino della Pannonia. Ciò dimostra l'importanza cruciale di questa campagna per gli ungari.

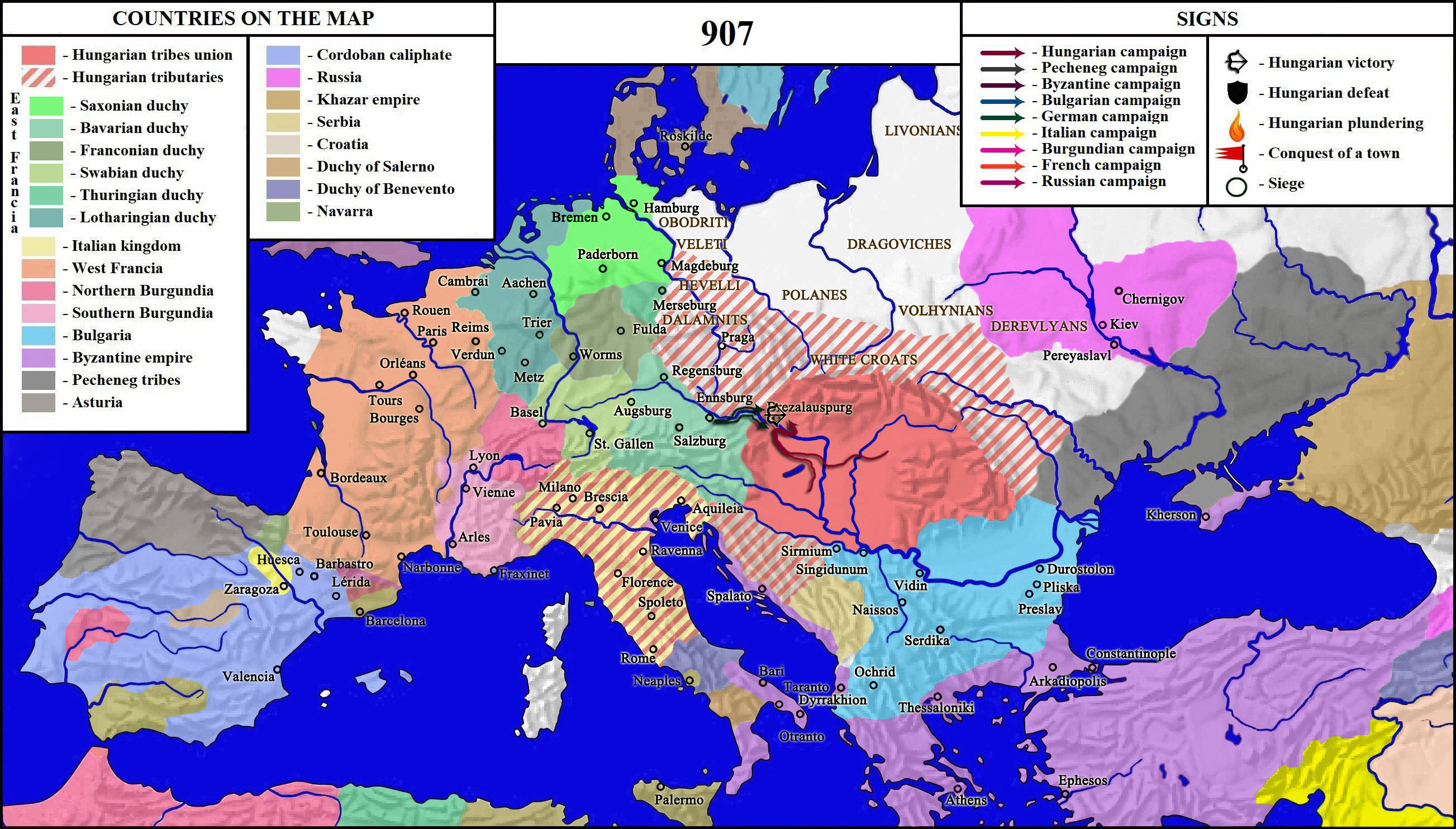
La campagna bavarese contro l'Ungheria e la battaglia di Presburgo

Ludovico il Fanciullo e i suoi consiglieri speravano che la campagna sarebbe stata una ripetizione del successo di Carlo Magno contro gli Avari nell'803, in cui il regno franco ottenne il controllo sulle parti occidentali del khanato degli Avari. Il comandante de facto, il margravio Liutpoldo, accompagnò il sovrano fino al monastero di San Floriano, situato tra i fiumi Enns e Traun, al confine tra la Baviera e il principato di Ungheria. Il re rimase al monastero durante la campagna, fiducioso nella vittoria sugli avversari stranieri.
Fonti tedesche contemporanee affermano che i condottieri bavaresi avevano una grande vanità e presunzione, probabilmente a causa dell'uccisione di Kurszán nel 904 e delle loro vittorie minori. Gli ungari probabilmente usarono questa fiducia a proprio vantaggio: probabilmente infatti alimentarono questa fiducia eccessiva, ingannando i bavaresi facendogli credere di trovarsi in una situazione sfavorevole e che quindi quello fosse il momento giusto di aggredirli. Sebbene non ci siano prove concrete di ciò, quest'ipotesi è coerente con il loro noto uso di questa tattica in altre battaglie dello stesso periodo, in particolare nella battaglia di Brenta. Ciò è anche dimostrato da come l'esercito tedesco, oltre ai leader politici e militari (comprendenti il principe Sieghard, un certo numero di conti, tra cui Meginward, Adalberto, Attone, Ratold, Isangrim) portò alcuni dei membri del clero più influenti del regno dei Franchi Orientali (come Teotmaro, arcivescovo di Salisburgo, cancelliere del regno; Zaccaria, vescovo di Säben-Bressanone, Utto, vescovo di Frisinga), insieme a un gran numero di sacerdoti. I tedeschi dovevano aver avuto tanta fiducia in una vittoria completa sugli ungari, seguita dalla loro totale sottomissione, che pensarono che sarebbe stata una cosa semplice ripristinare il cristianesimo e ricostruire le chiese, cattedrali e abbazie che gli ungari avevano distrutto nel 900.
Questa è anche una prova della fuorviante guerra psicologica degli ungari. Alcuni storici, basandosi sulle Gesta Hungarorum scritte dall'anonimo notaio di Béla III, affermano che l'attacco bavarese fu causato dalla presunta morte di Árpád, il gran Principe degli ungari, perché i tedeschi pensavano che la morte del leader avrebbe indebolito la capacità degli stranieri di combattere, ma altri affermano che non ci sono prove concrete che Árpád fosse morto nel 907, perché tutte le date sul periodo della conquista magiara del bacino dei Carpazi, date dall'anonimo, sono sbagliate, come sosteneva lo storico Gyula Kristó. Secondo lo storico György Szabados, Árpád potrebbe essere morto nel 907, prima o dopo la battaglia; tuttavia, è certo che non morì durante la battaglia, perché i suoi doveri di principe, di Kende, erano solo spirituali, impedendogli di partecipare ad azioni militari o politiche. L'Anonimo notaio di Béla III scrive che Zoltán, suo figlio minore, successe ad Árpád come Gran Principe nel 907, consentendo di ipotizzare che Árpád e i suoi tre figli maggiori -Tarkacsu, Jelek (o Üllő) e Jutocsa- siano stati uccisi nella battaglia di Presburgo. Tuttavia, questa ipotesi non è accettata dalla storiografia.

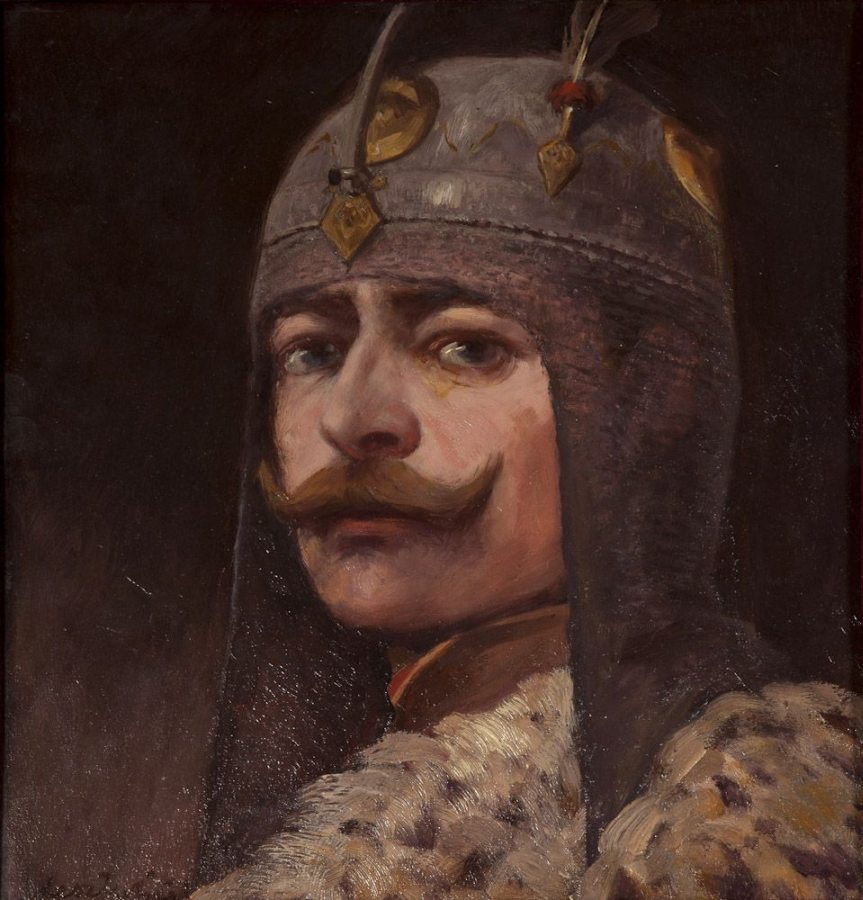
Árpád d'Ungheria

L'esercito tedesco attraversò il confine magiaro il 17 giugno 907 e si divise in tre gruppi, dirigendosi a est lungo il Danubio. Liutpoldo guidò la forza principale lungo la riva settentrionale, mentre le forze di Theotmar di Salisburgo percorsero la riva meridionale, insieme a Zaccaria, vescovo di Säben-Brixen e Utto, vescovo di Frisinga. Essi marciarono costeggiando il fiume e si accamparono vicino a Brezalauspurg. Una flotta comandata dal principe Sieghard e i conti Meginward, Attone, Ratold e Isangrim era di stanza sul Danubio per garantire la comunicazione tra questi gruppi, e per trasportare cibo e fanti pesantemente corazzati, come forza ausiliaria da dispiegare se uno dei gruppi dell'esercito bavarese fosse stato attaccato. Questo piano seguiva la strategia che Carlo Magno usò nella sua famosa campagna contro gli Avari del 791, nella quale divise il suo esercito esattamente allo stesso modo, con truppe che marciavano su entrambi i lati del Danubio e una flotta per assicurarsi che rimanessero collegati. Liutpoldo potrebbe aver pensato di copiare la strategia di Carlo Magno contro gli Avari avrebbe garantito la vittoria sugli ungari. Il comandante tedesco non tenne conto del fatto che gli ungari, nel 907, avrebbero risposto diversamente dagli Avari nel 791, usando metodi e strategie di guerra diversi, come attirare la flotta lontana dai due gruppi in marcia, rendendo la comunicazione tra i due gruppi impossibile. Sebbene la strategia di Liutpoldo fosse simile alla vittoriosa strategia di Carlo Magno, la divisione dell'esercito tedesco in tre gruppi fu il suo più grande errore. Invece di affrontare un grande esercito compatto, gli ungari potevano concentrare i loro attacchi su un gruppo, e questi non temevano l'arrivo dei rinforzi poiché il Danubio impediva ai comandanti tedeschi di aiutarsi a vicenda, mentre essi potevano attraversare il fiume con poca difficoltà.
Aventino scrive che gli ungari erano a conoscenza dell'imminente attacco ostile e si erano preparati da molto tempo. Ciò dimostra che i magiari raccolsero informazioni sull'attacco dalla Baviera ancor prima che l'esercito si radunasse, consentendo alle forze ungari di radunarsi e prepararsi ai combattimenti. Come accennato in precedenza, uno dei fattori più importanti dei successi ungari nei primi decenni del X secolo fu il loro uso dell'intelligence militare.
Non si ha notizia di documenti sulla dimensione dei due eserciti, ma i bavaresi erano così fiduciosi nella loro superiorità numerica da dividere il loro esercito in tre gruppi, il che può significare che pensassero che ciascuno dei tre gruppi fosse più grande dell'intero esercito ungaro. Anche se la dimensione dell'esercito ungaro è sconosciuta, è possibile dedurlo: il geografo persiano, Ahmad ibn Rustah, che scriveva tra il 903 e il 920, affermò che era noto che il sovrano magiaro disponeva di ventimila soldati. Secondo gli storici ungheresi, questo potrebbe effettivamente riferirsi al numero di tutti i guerrieri disponibili nel principato di Ungheria in quel momento. L'imperatore bizantino Costantino VII Porfirogenito scrisse, nel De administrando imperio, che le tribù ungare avevano un accordo in cui, nel caso di un attacco straniero contro una di esse, tutte e otto dovevano combattere insieme il nemico. Sulla base di questo, è probabile che la maggior parte dei guerrieri ungari, provenienti da tutte le tribù, si fosse radunata per combattere i franchi orientali, portando le dimensioni dell'esercito ungaro a circa ventimila soldati. Se si parte dal presupposto che l'esercito ungaro fosse composto da ventimila uomini e che un terzo dell'esercito bavarese fosse sufficiente a sconfiggere i magiari, si può dedurre che l'intero esercito bavarese potesse contare all'incirca sessantamila uomini.

## Forze in campo
Il capo nominale dell'esercito bavarese era Ludovico il Fanciullo, re dei Franchi Orientali. Essendo però minorenne, il vero comandante era Liutpoldo. Comandante militare con elevata esperienza, Liutpoldo aveva combattuto con successo i Moravi e riuscì a contrastare con un certo successo le razzie ungare, perdendo però, nonostante gli sforzi, la marca di Pannonia.
Molti storici ritengono che il comandante delle forze ungare fosse Árpád, il loro Gran Principe, ma non ci sono prove a sostegno di questa ipotesi. È più probabile che fossero guidati dallo stesso sconosciuto, ovvero il geniale comandante che li guidò durante le battaglie di Brenta, Eisenach, Rednitz e Lechfeld. Queste battaglie, parte delle invasioni magiare dell'Europa, furono i loro più grandi trionfi e causarono fortissime perdite alle forze nemiche, includendo tra quest'ultime, nella maggior parte dei casi, il comandante nemico. Questa ipotesi è supportata dall'analisi delle fonti esistenti di queste battaglie. In questi casi, furono usate le seguenti tattiche con grande successo:
- La guerra psicologica: ad esempio aumentando la fiducia del nemico e, diminuendo la sua vigilanza, con manovre ingannevoli o false negoziazioni, terrorizzarlo e demoralizzarlo con attacchi costanti e ripetuti, quindi colpirlo e distruggerlo con un attacco a sorpresa (usata nelle battaglia di Brenta,[15] battaglia di Lechfeld del 910, battaglia di Rednitz);
- Finta ritirata (usata nelle battaglia di Brenta,[23] battaglia di Lechfeld del 910);[24]
- Uso efficace delle spie a disposizione, evitando così attacchi a sorpresa e attacchi prima che tutte le forze tedesche potessero unirsi (usata nella battaglia di Lechfeld del 910);
- Rapido dispiegamento e movimento delle unità, sorprendendo le truppe nemiche (usata nella battaglia di Lechfeld del 910);[25]
- Attraversare segretamente ostacoli geografici, ritenuti insormontabili dal nemico, e quindi attaccare inaspettatamente (usata attraversando il Danubio nel 907, il fiume Brenta nell'899, e il mare Adriatico per raggiungere Venezia nel 900);[26]
- Uso di tattiche nomadi sul campo di battaglia (finta ritirata; nascondere alcune truppe sul campo di battaglia e tendere un'imboscata al nemico; enfasi sugli attacchi a sorpresa; dispersione di unità militari; formazioni di battaglia fluide e mutevoli; sfruttamento della mobilità superiore della cavalleria leggera; predominanza del tiro con l'arco da cavallo; ecc.), la cui efficacia è mostrata dalle loro vittorie nelle battaglie citate;
- Straordinaria pazienza nell'attendere giorni o addirittura settimane il momento giusto per ingaggiare il nemico e vincere una battaglia (battaglia di Brenta, battaglia di Lechfeld del 910);
- Mantenere un'elevata disciplina tra le truppe per l'esecuzione e il rispetto degli ordini;
- Uccidere il comandante ostile, (Presburgo, Eisenach, Lechfeld, Rednitz) Questa era anche una tattica che i mongoli useranno secoli dopo e serviva a indebolire il nemico "tagliandogli la testa"; questa tattica, oltre a gettare nel panico le truppe e a lasciarle senza ordini, era un efficace deterrente psicologico per i capi nemici sopravvissuti, in quanto li scoraggiava a combattere nuovamente i magiari.

Dopo il 910, invece, gli ungari, nonostante vinsero molte battaglie contro le forze europee (915: Eresburg; 919: Püchen, da qualche parte in Lombardia, 921: Brescia; 926: da qualche parte in Alsazia; 934: Wlndr; 937: Orléans; 940: Roma; 949), uccisero il comandante nemico in una sola battaglia, con la battaglia di Orléans (937), dove Ebbone di Châteauroux, fu ferito e morì dopo lo scontro. Nonostante questa impresa, alcuni storici affermano che gli ungari perdettero questa battaglia.
Dopo il 933, divenne chiaro che gli ungari non avevano più il grande comandante senza nome con la quale riuscirono a vincere molte battaglie: infatti commisero gravi errori che portarono a diverse sconfitte, come la battaglia di Riade, quando i magiari non seppero delle riforme militari di Enrico l'Uccellatore, scoprendole solo nel corso della battaglia. Un altro esempio che mostra la mancanza della precedente leadership è la battaglia di Lechfeld del 955. I comandanti magiari, Bulcsú e Lél, non mantennero la disciplina e l'ordine: pensando di aver vinto lo scontro, i soldati saccheggiarono la carovana dei rifornimenti dell'esercito tedesco senza accorgersi del contrattacco guidato dal duca Corrado; a seguito di quest'ultimo contrattacco, i comandanti non poterono impedire alle loro truppe di fuggire e disperdersi. Le truppe e gli abitanti tedeschi catturarono quelle avversarie in fuga e le uccisero impiccandosi a Ratisbona. Queste sconfitte furono causate dalla perdita della disciplina militare tra le truppe e dalla mancanza di autorità e competenza dei comandanti magiari. Questi ultimi ricorsero a misure draconiane per motivare i soldati a combattere: ad esempio durante l'assedio di Augusta nel 955, i guerrieri ungari furono spinti ad attaccare le mura con flagelli.

## Campo di battaglia

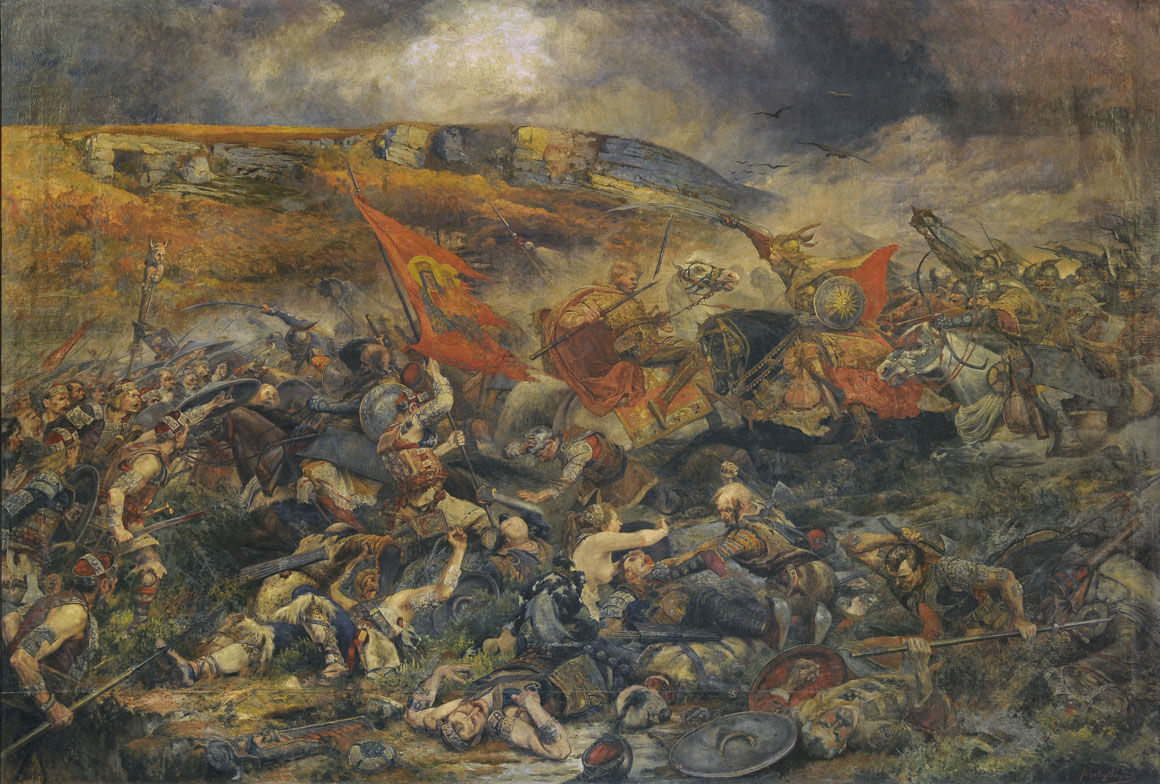
La battaglia di Bánhida

La posizione precisa in cui avvenne questa battaglia non è nota. L'unica fonte contemporanea che menziona un luogo della battaglia sono gli Annales iuvavenses maximi (Annali di Salisburgo); tuttavia, l'affidabilità di questi annali è discutibile, poiché sopravvivono solo in frammenti copiati nel XII secolo. Secondo questi annali, la lotta ebbe luogo nelle vicinanze di Brezalauspurc, a est di Vienna. Alcune interpretazioni sostengono che Brezalauspurc si riferisca a Braslavespurch, la fortezza di Braslav a Zalavár ("Mosapurc") vicino al lago Balaton in Pannonia, mentre altri collocano Brezalauspurc nella moderna Bratislava.
Molti storici sono stati incuriositi dal fatto che nessuna cronaca ungherese, come le Gesta Hungarorum dall'anonimo notaio di Béla III, le Gesta Hunnorum et Hungarorum di Simone di Kéza, la Chronica Picta, ecc., menzioni questa cruciale vittoria della storia degli ungheresi e dal fatto che solo gli annali tedeschi e le cronache riferirono qualcosa a proposito di tale battaglia. Questo è il motivo per cui alcuni storici (principalmente nel XIX e all'inizio del XX secolo) abbiano cercato di identificare lo scontro di Presburgo con quello di Bánhida, menzionato nelle già citate Gesta Hunnorum et Hungarorum di Simone di Kéza, che narra di una grande vittoria degli ungare contro le grandi forze della Moravia guidate da Svatopluk II, e cerca di localizzare la battaglia in questo luogo.
La maggior parte degli storici si basa sul resoconto più dettagliato della battaglia, cioè gli Annalium Boiorum VII di Giovanni Aventino, scritto nel XVI secolo, che racconta le lotte a nord e a sud del Danubio (Danubium) e sul fiume stesso, vicino alla città di Vratislavia (Presburgo) e che sostiene che il luogo della battaglia sia stato nei dintorni dell'attuale città di Bratislava. Questo è l'unico sito ritenuto plausibile tra quelli discussi dagli storici che presenta un fiume il quale rende possibile il movimento di una flotta di navi da guerra. Se Zalavár fosse stato il luogo della battaglia, ciò significa che l'intera descrizione di Aventino è solo un'invenzione. Tuttavia il racconto di Aventino fornisce così tanti dettagli, come l'elenco dei nomi di tutti i leader politici, militari e spirituali tedeschi, i nobili che hanno partecipato e sono morti nella schermaglia, gli eventi che l'hanno generata, ecc., che queste informazioni possono essere riscontrati dalle fonti del X secolo.

## Svolgimento

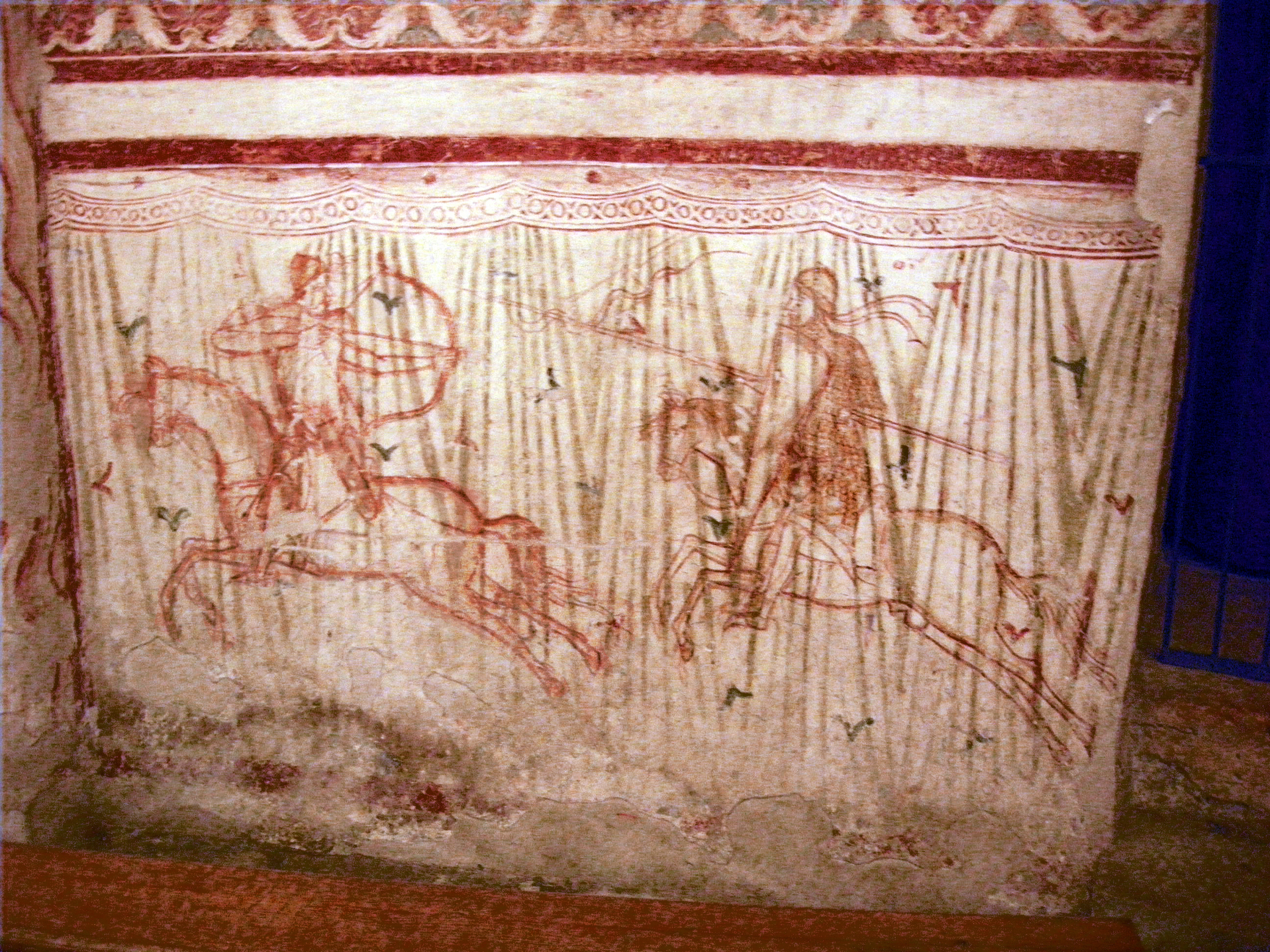
Arciere ungaro a cavallo scaglia una freccia a un cavaliere inseguitore, basilica di Aquileia, XII secolo

Fonti europee contemporanee forniscono pochi dettagli della battaglia, dicendo solo che essa ebbe luogo e che l'esercito bavarese venne annientato: esse tacciono sulla sequenza di eventi, i combattimenti e le scaramucce che portarono alla conclusione della schermaglia. L'umanista, storico e filologo bavarese del Rinascimento Giovanni Aventino (1477-1534), sei secoli dopo gli eventi, nella sua opera Annali dei Bavaresi (Annalium Boiorum, volume VII), basandosi su documenti e cronache del X secolo ormai perduti, scrisse una descrizione abbastanza dettagliata della lotta.
Poiché i magiari erano a conoscenza dell'attacco molto prima che l'esercito tedesco avanzasse, probabilmente evacuarono tutti gli abitanti dalle aree delle marche, chiamate gyepű in ungherese, situate ad est tra il fiume Enns e Presburgo. Dato che gli ungari erano ancora nomadi, era molto più facile completare con successo l'evacuazione rispetto ad una società sedentaria. Portarono con sé il bestiame e distrussero il cibo che non potevano prendere, usando così la tattica della terra bruciata, distruggendo qualsiasi cosa potesse tornare utile al nemico. Questa tattica fu usata molto spesso dagli stati e tribù nomadi, anche nei tempi antichi: ad esempio fu usata dagli Sciti contro Dario I e Alessandro Magno, e dagli Avari contro Carlo Magno e oltre un secolo dopo con la battaglia di Presburgo il primo re ungaro, Stefano I, sconfisse l'invasione dell'imperatore tedesco Corrado II, usando la medesima tattica, provocando una carestia tra i soldati nemici, tattica replicata dal re Andrea I d'Ungheria durante un'altra fallimentare invasione tedesca guidata dall'imperatore Enrico III nel 1051. Anche dopo l'istituzione dello stato cristiano e feudale dell'Ungheria, i vecchi principi della guerra nomade erano ancora usati come un modo efficace per sconfiggere gli enormi eserciti imperiali.
Aventino scrisse che dopo che l'esercito tedesco attraversò il confine magiaro, i comandanti ungari inviarono piccole formazioni di arcieri a cavallo leggermente corazzati per interrompere le linee di comunicazione tedesche, uccidere i messaggeri inviati tra i tre gruppi e infastidire queste con azioni di disturbo. Ciò mise i tedeschi sotto costante pressione e in un continuo stato di allerta, causando stanchezza e demoralizzazione, quindi li attirò in battaglia. È probabile che quando gli arcieri ungari attaccavano, i bavaresi li inseguivano, ma i primi erano troppo veloci grazie alla loro armatura leggera (che poteva essere anche assente) e utilizzavano solo archi e frecce (anche se alcuni, che combattevano corpo a corpo nei frangenti principali della battaglia, erano molto meglio equipaggiate, quindi più pesanti, con sciabola ricurva, lancia, ascia da battaglia, mazza, cotta di maglia, armatura lamellare). La cavalleria bavarese era invece pesantemente corazzata, e questo li rallentò significativamente. Le continue incursioni da parte degli arcieri a cavallo ungari rallentarono ancora di più il movimento dell'esercito bavarese, costringendoli a smettere di difendersi, demoralizzandoli prima della lotta. Questo è il motivo per cui i tedeschi impiegarono diciotto giorni (tra il 17 giugno e il 4 luglio) per coprire 246 km da Ennsburg a Presburgo, coprendo in media 14 km al giorno. Questa tattica guerrigliera permise agli ungari di scegliere dove e quando la battaglia sarebbe stata combattuta. Concentrarono le loro truppe vicino a Presburgo, località scelta dai magiari grazie alla topografia favorevole ad un esercito nomade.

### Primo giorno

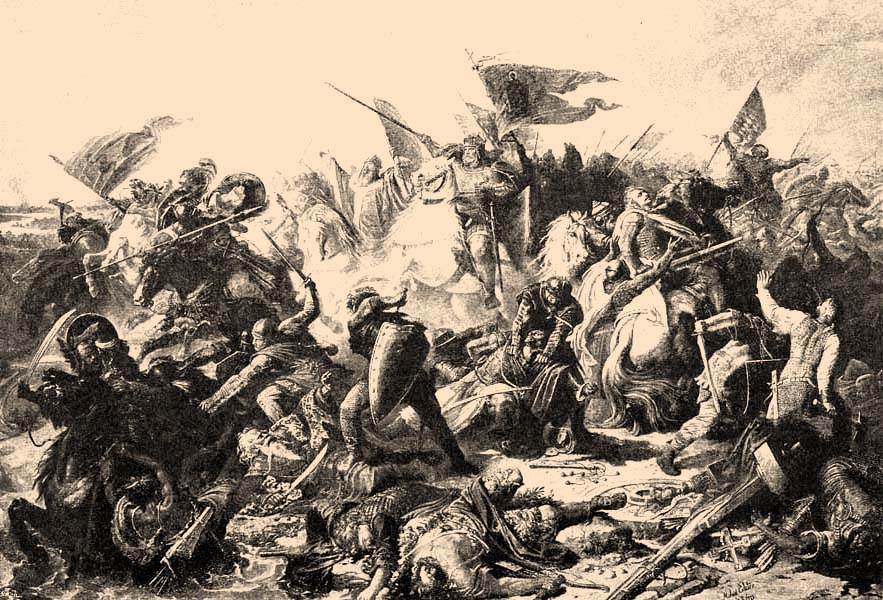
L'ultima difesa di Liutpoldo, dipinto di Johann Nepomuk Geiger

Gli ungari continuarono a perpetuare azioni di disturbo mentre i tedeschi marciavano verso est, il che li distrasse dall'attacco principale da parte dell'esercito ungaro. L'attacco iniziò il 4 luglio, e si concentrò sulla sponda meridionale del Danubio, attaccando il gruppo dell'esercito meridionale guidato dall'arcivescovo Teotmaro.
L'attacco iniziò con gli arcieri ungari che cavalcarono verso le truppe guidate dall'arcivescovo, scagliando una "pioggia di frecce" con i loro "archi di corno" (corneis arcubus, riferendosi ai famosi archi compositi dei nomadi ungari, fatti di legno, osso e corno) sull'esercito tedesco in movimento. Colti totalmente di sorpresa, i tedeschi si ritirarono. Anche quando i tedeschi furono in grado di prepararsi alla battaglia, gli ungari continuarono questi attacchi. Gli ungari sembravano apparire dal nulla usando a loro favore il terreno, i letti dei fiumi, i boschi, le colline e altri luoghi a loro vantaggio nascondendosi alla vista dei tedeschi, scagliando le loro frecce da lontano sui bavaresi per poi "scomparire": essi attaccavano, poi si ritiravano scagliando frecce e lance sugli inseguitori; quando la cavalleria bavarese iniziava ad inseguirli, i magiari si disperdevano improvvisamente, allontanandosi al galoppo, poi, dopo essersi raggruppati,  si voltavano improvvisamente e attaccavano di nuovo, sorprendendo i tedeschi, causando loro molte perdite.
La famosa tattica di battaglia nomade della finta ritirata è facilmente riconoscibile. Durante questo scontro, gli ungari applicarono ogni specifica manovra militare degli eserciti nomadi, descritta molto bene dall'imperatore bizantino Leone VI il Saggio nella sua opera Tactica: «[Gli ungari] amano soprattutto combattere a distanza, tendere agguati, circondare il nemico, fingere di ritirarsi e tornare indietro ed usare manovre militari disperse». Come indica Aventino, gli ungari usarono molti trucchi, come movimenti rapidi, attacchi improvvisi, per poi "sparire" dal campo di battaglia, confondendo totalmente i comandanti nemici, i quali non sapevano cosa fare, non capendo quale fosse un attacco decisivo o quale fosse l'ennesimo bluff. I tedeschi furono quindi demoralizzati, i loro contrattacchi furono deboli e il loro ordine di battaglia fu compromesso.
Alla fine arrivò il momento decisivo quando, grazie agli implacabili attacchi magiari, alle tattiche fuorvianti e alla guerra psicologica da questi intrapresa, l'ordine di battaglia e il controllo dei comandanti sull'esercito franco orientali andarono completamente perduti e i soldati furono completamente demoralizzati, stanchi e persi: in quel frangente, gli ungari li attaccarono all'improvviso da davanti, dietro e ai lati, circondando e annientato il gruppo meridionale guidato dall'arcivescovo Teotmaro. Da questa descrizione si può supporre che il momento decisivo del primo giorno della battaglia sia stato quando gli ungari, con la tattica della finta ritirata, attirarono il gruppo dell'esercito di Teotmaro in una trappola, che doveva essere un luogo vicino ad un bosco o al letto di un fiume o a un terreno accidentato, dove una parte delle unità ungare era nascosta: quando i soldati tedeschi arrivarono lì, inseguendo l'esercito avversario "in fuga", altre truppe magiare sbucarono all'improvviso, attaccando da dietro e ai lati i tedeschi e, insieme all'esercito principale, che tornò indietro cessando la finta ritirata, circondò e annientò le forze di Teotmaro. Ciò venne preceduto da quegli attacchi e ritiri delle truppe arciere ungare, di cui scrive Aventino, che provocarono l'indebolimento della resistenza e dello spirito di combattimento dei nemici, causando disperazione e incertezza su cosa fare, che fece sì che usassero un ordine di battaglia disorganizzato, che portò alla loro distruzione.
Mentre tutto questo ebbe luogo, sembra che Liutpoldo, il cui esercito era sulla sponda settentrionale del Danubio, non fu in grado di aiutare le forze di Teotmaro, in quanto era impossibilitato ad attraversare fiume, sebbene la flotta sotto il comando del principe Sieghard fosse ancora lì. Non si sa perché Liutpoldo non attraverserò il fiume usando la flotta del principe Sieghard: forse la flotta, per una ragione sconosciuta, si allontanò dalle forze di terra, e quel momento fu sfruttato dall'esercito ungaro per attaccare e distruggere il corpo del troncone meridionale guidato dall'arcivescovo.
In ogni caso, il primo giorno di battaglia fu contrassegnato dal massacro del corpo meridionale dell'esercito attaccante, vedendo la morte dell'arcivescovo Teotmaro, i vescovi Utto di Frisinga e Zaccaria di Säben-Bressanone e gli abati Gumpold, Hartwich e Heimprecht.

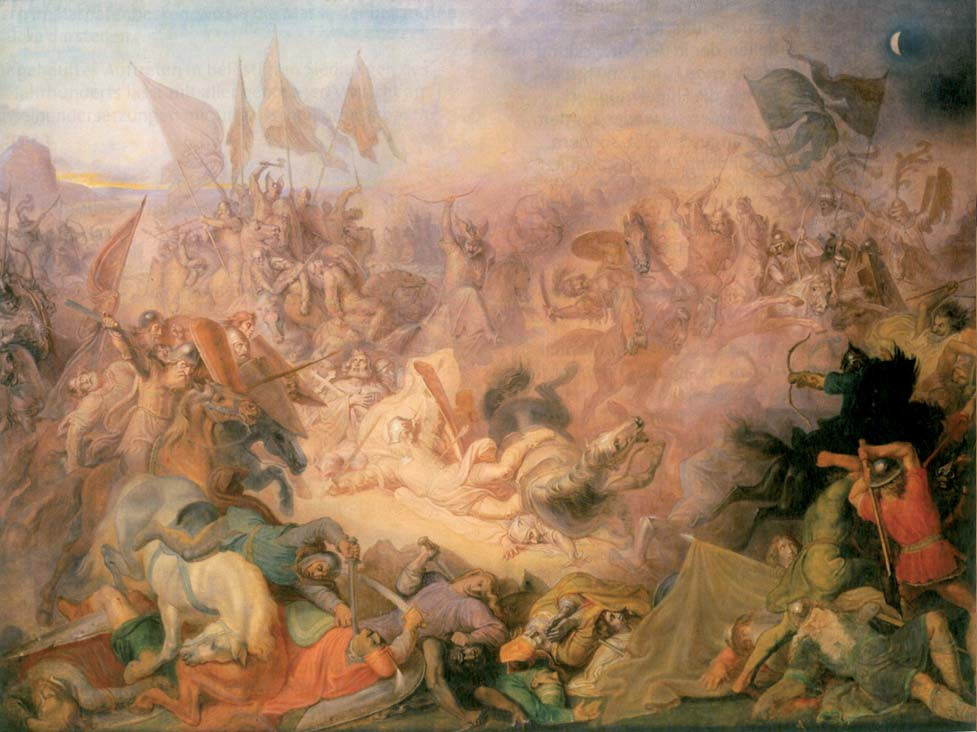
La morte di Liutpoldo nella battaglia di Presburgo del 907, dipinto di Wilhelm Lindenschmit il Vecchio

### Secondo giorno
Quella notte, forse quando era già iniziato il 5 luglio, l'esercito ungaro attraversò di nascosto il Danubio e attaccò le forze di Liutpoldo nel loro accampamento mentre dormivano. Tale evento trova un precedente nella battaglia del fiume Brenta dell'899, dove il nemico pensava di essere al sicuro, poiché il fiume avrebbe dovuto impedire agli ungari di attaccare, per poi subire invece i loro attacchi. I magiari attraversarono il fiume Brenta e colsero di sorpresa il nemico ignaro usando, per guadare il fiume, pelli di animali (capre, pecore, e possibilmente bovini) legate a formare qualcosa di simile a un enorme sacchetto di bota riempito con l'aria, legato sui lati dei loro cavalli, che aiutava il guerriero e il suo cavallo a stare a galla per attraversare fiumi o addirittura i mari come il mare Adriatico, come fecero nel 900, per attaccare Venezia.
L'attacco colse di sorpresa i tedeschi e le frecce ungare ne uccisero molti, alcuni probabilmente nel sonno. Gli assalitori circondarono forse del tutto il campo fortificato, impedendo ai teutonici di dare forma alle loro usuali formazioni di battaglia o di fuggire, (quelli che riuscirono a fuggire dal campo, furono in gran parte uccisi dagli ungari) trasformando il loro campo fortificato in una trappola (tattica riutilizzata trecento anni dopo, nel 1241, dai nomadi Mongoli nei confronti degli ungari ormai sedentari nella battaglia di Mohi), rendendoli totalmente indifesi e scagliando su di loro una pioggia di frecce senza sosta, fino a quando non uccisero tutti. L'esercito franco orientale, che per il suo falso senso di sicurezza sembra non avesse prestato nessuna o poca attenzione alla protezione del campo, non ebbe nessuna possibilità di scampo e quasi tutti i soldati, insieme a Liutpoldo, il Maestro degli Intendenti Isangrim e altri quindici comandanti furono massacrati.
Il fatto che gli ungari potessero sorprendere e massacrare l'esercito franco orientale mentre dormiva, dimostra che forse Liutpoldo non sapeva della sconfitta delle forze dell'arcivescovo Teotmaro e che il suo esercito era abbastanza lontano dal primo campo di battaglia (secondo le più recenti opinioni storiche, quando si è verificata la battaglia del primo giorno, i due corpi dell'esercito bavarese erano a un giorno di distanza l'uno dall'altro): se avesse saputo cosa era successo all'esercito del sud, sarebbe stato più guardingo, impedendo una simile impreparazione. Probabilmente la cavalleria leggera ungara attirò le forze bavaresi meridionali e settentrionali così lontane l'una dall'altra, che risultava impossibile per un gruppo sapere cosa accadeva all'altro (la stessa cosa accadde anche nella prima battaglia di Lechfeld del 910, quando gli ungari allontanarono la cavalleria tedesca dalla fanteria e la annientarono, senza che la fanteria ne fosse a conoscenza).

### Terzo giorno
Il 6 luglio gli ungari attaccarono la flotta tedesca comandata dal principe Sieghard. Aventino non scrive nulla su come fossero riusciti ad attaccare la flotta: egli scrive solo della facile vittoria magiara e il terrore paralizzante dei tedeschi, che non potevano fare nulla per difendersi. Sebbene non si sappia nulla su come i magiari abbiano compiuto il difficile compito di distruggere la flotta bavarese, si può ipotizzare che l'abbiano fatto nel modo seguente: l'esercito magiaro, allineandosi su entrambe le sponde del Danubio, scagliò frecce infuocate sulle navi dandole fuoco, tattica usata tante volte durante il periodo delle invasioni ungare dell'Europa, quando i magiari incendiarono molte città scagliando da grande distanza frecce incendiarie sui tetti delle case dietro le mura della città, come fecero con le città di Brema (915), Basilea (917), Verdun (921), Pavia (924) e a Cambrai (954). Dare fuoco alle navi di legno non doveva essere più difficile che bruciare le città usando frecce infuocate. Anche la distanza delle navi che galleggiavano sul Danubio non costituiva un ostacolo per loro: la larghezza del Danubio a Presburgo è compresa tra 180 e 300 metri, mentre le frecce lanciate dagli archi compositi nomadi potevano raggiungere la straordinaria distanza di 500 metri, quindi non c'è dubbio che le frecce ungare potessero raggiungere le navi che, se si trovavano in mezzo al fiume, dovevano trovarsi a soli 90-150 metri dalla riva. Forse l'incendio iniziato sulle navi dalle frecce causò il terrore e il panico tra i bavaresi, di cui scrive Aventino, che inizialmente pensavano di essere al sicuro. Possiamo presumere che quei bavaresi che volevano fuggire dalle navi in fiamme saltarono in acqua e lì una parte di loro annegò, mentre quelli che riuscirono ad arrivare alla riva furono uccisi dagli ungari. Di conseguenza, la maggior parte dei bavaresi delle navi, insieme ai loro comandanti, il principe Sieghard e i conti Meginward, Attone, Ratold e Isangrim, morì nell'ultimo giorno di guerra.

### Dopo la battaglia
I tre giorni della battaglia portarono un numero quasi incredibile di vittime tra l'esercito tedesco, compresi i loro comandanti: vennero infatti uccisi il margravio Liutpoldo, l'arcivescovo Teotmaro, il principe Sieghard, il vescovo Utto di Frisinga, il vescovo Zaccaria di Säben- Bressanone, diciannove conti, e tre abati. Tra molti altri documenti contemporanei, negli Annales Alamannici (Annali Svevi) si legge: «La guerra inaspettata dei bavaresi contro gli ungari, il duca Liutpoldo e la loro [il suo popolo] superstiziosa superbia fu schiacciata, [solo] alcuni cristiani fuggirono, la maggior parte dei vescovi e dei conti fu uccisa». Non ci sono resoconti delle vittime ungari dello scontro, poiché le cronache, gli annali e i necrologi tedeschi, che sono le uniche fonti, non dicono nulla al riguardo. Nonostante ciò, alcuni autori ungheresi moderni pensano che Árpád e i suoi figli siano morti in questa battaglia, ma questo è solo un tentativo di romanticizzare e mitizzare gli eventi storici presentando l'eroe della conquista ungherese come qualcuno che ha sacrificato anche la sua vita per il suo paese.
Dopo che la notizia della sconfitta arrivò al re, che si era fermato durante il periodo della campagna vicino al confine magiaro nel monastero di san Floriano, fu portato in fretta nella città di Passau, la quale aveva possenti mura, per sfuggire alla furia dei guerrieri ungari, che subito dopo la battaglia iniziarono ad inseguire i fuggitivi e ad uccidere i tedeschi che incrociavano. La popolazione bavarese si precipitò nelle grandi città come Passau, Ratisbona, Salisburgo o sulle montagne delle Alpi in boschi e paludi, per sfuggire alla punitiva campagna ungara, che devastò la Baviera e occupò nuovi territori nelle parti orientali del ducato, spingendo in profondità i confini dell'Ungheria nel territorio bavarese, sulle aree ad ovest del fiume Enns, fiume segnava in precedenza l'ormai superato confine.
Le forze di Liutpoldo, divise in tre gruppi, vennero sconfitte dalle tattiche nomadi eurasiatiche impiegate dai soldati ungari a cavallo. In una tempesta di frecce, gran parte dell'esercito tedesco fu circondato e distrutto. In questa battaglia gli ungari superarono sfide militari strabilianti per un esercito nomade, come la lotta contro una flotta, e ottennero una grande vittoria. Questo è il motivo per cui il comandante degli ungari doveva essere un genio militare, che portò i magiari ad altre grandi vittorie come a Brenta, Eisenach, Rednitz, Lechfeld.

## Conseguenze
Di ciò che accadde dopo la battaglia, gli Annalium Boiorum VII narrano che l'esercito ungaro attaccò immediatamente la Baviera e che l'esercito bavarese guidato da Ludovico IV il Fanciullo fu sconfitto ad Ansburg/Anassiburgium (Ennsburg) o Auspurg (Augusta, a nord di Lechfeld), e dopo alcuni giorni i magiari sconfissero un altro esercito bavarese a Lengenfeld; poi, al confine tra Baviera e Franconia, ottennero un'altra vittoria, uccidendo Gebeardo, il "re" dei Franchi, e Burcardo, il "tetrarca" dei Turingi, occupando molte città e monasteri e commettendo azioni efferate, come la distruzione di chiese, l'uccisione e la presa in ostaggio migliaia di persone. Tuttavia, dal Continuator Reginonis e gli Annales Alamannici, fonti contemporanee agli eventi, si può capire che la battaglia di Lechfeld e quella al confine tra Baviera e Franconia avvennero in realtà nel 910, e furono le battaglie di Lechfeld e Rednitz. Inoltre, Burcardo di Turingia non morì a Rednitz, ma nella battaglia di Eisenach nel 908.

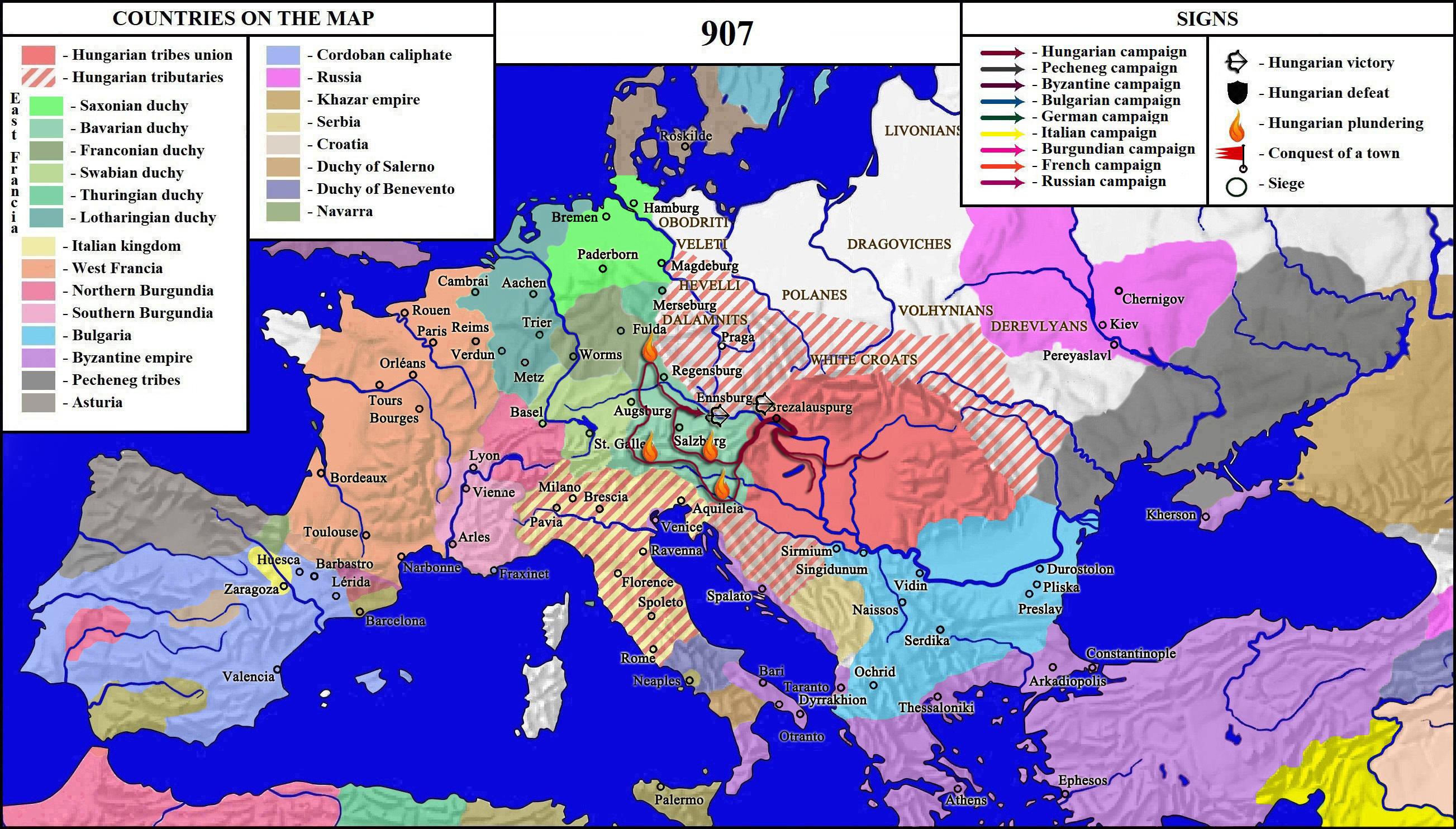
Mappa che mostra la guerra tra il regno dei Franchi Orientali e il principato ungaro del 907

Eliminando questi eventi, che ovviamente non si sono verificati nel 907, dal testo di Aventino, si possono ricostruire gli eventi che si sono verificati immediatamente dopo la battaglia di Presburgo nel modo seguente:
- Gli ungari attaccarono la Baviera subito dopo la battaglia di Presburgo.[47]
- I magiari entrarono in Baviera, saccheggiando e occupando città e fortezze.[47]
- I magiari occuparono il monastero di san Floriano, ove aveva risieduto durante la campagna il sovrano Ludovico il Fanciullo, e altri luoghi vicino al fiume Enns. La gente scappò in città come Salisburgo (Iuvavia), Passavia (Bathavia), Ratisbona (Reginoburgium), o in montagna, in boschi, paludi o fortezze.[58]

Aventino inoltre informa che nell'esercito ungaro erano presenti anche delle donne guerriere durante questa guerra, le quali credevano che avrebbero avuto nell'aldilà tanti servitori quanti ne avessero uccisi in battaglia. Tracce di donne guerriere nelle società nomadi in quel periodo (VIII-X secolo) si trovano in Asia centrale, e nelle leggende del periodo delle invasioni ungare dell'Europa, come nella leggenda sul Corno di Lehel (Lehel kürtje), in cui vi è la convinzione che il nemico ucciso diventasse lo schiavo del suo assassino nell'aldilà.
Successivamente i magiari attraversarono il fiume Enns, nuotando con i loro cavalli (amnem equis tranant), nella Baviera meridionale e saccheggiarono le città e i monasteri che trovarono lungo il loro cammino, occupando e bruciando Schliersee, Kochel, Schlehdorf, Polling, Dießen am Ammersee, Sandau, Thierhaupten, ecc. Secondo Aventino, occuparono e persino bruciarono Ratisbona, la capitale del ducato di Baviera (la città fu in seguito rafforzata con enormi mura larghe 2 metri e alte 8 metri dal nuovo principe bavarese Arnolfo) e Osterhofen. Sulla via per il ritorno a casa, i bavaresi, che volevano portare via il loro bottino, cercarono di attaccare gli ungari a Lengenfeld, sulla strada che porta al villaggio, ma i magiari li «sconfissero, li abbatterono e li spazzarono via».

## Importanza ed eredità
L'evento in esame rappresentò un eccellente esempio dei vantaggi associati agli arcieri a cavallo nomadi ed i loro movimenti rapidi rispetto allo stile di guerra dell'Europa centro-occidentale dell'epoca, come rappresentato dagli eserciti germanici post-carolingi, composti fanti e cavalieri pesantemente armati e lenti a muoversi.
La vittoria magiara spostò l'equilibrio di potere dal ducato di Baviera e dal regno dei Franchi Orientali all'Ungheria. I teutonici non attaccarono l'Ungheria per molti anni. Il risultato conseguito dai magiari costrinse il nuovo principe bavarese e figlio di Liutpoldo Arnolfo a siglare un trattato di pace, nella quale il principe riconobbe la perdita della marca di Pannonia (Transdanubio) e l'Ostmark, segnando il confine al fiume Enns, fu costretto a pagare un tributo e accettò di lasciare che gli eserciti ungari, che erano in guerra contro la Germania o altri paesi dell'Europa occidentale, attraversassero le terre del ducato. Nonostante questo accordo, Arnolfo non si sentì al sicuro e rafforzò la capitale bavarese, Ratisbona, con enormi mura e organizzò un esercito che, sperava, avrebbe potuto sconfiggere gli ungari, ma non ebbe mai il coraggio di ribellarsi apertamente. Ciò comportò per i ducati del regno dei Franchi Orientali e del regno dei Franchi Occidentali quasi cinquant'anni (dal 908 al 955) di attacchi e saccheggi, che si ripetevano quasi ogni anno poiché la Baviera non rappresentava più un ostacolo per le forze magiare.
Sebbene Arnolfo siglò una pace con gli ungari, il re dei Franchi Orientali, Ludovico il Fanciullo continuò a sperare che, usando tutte le truppe dei ducati del regno (Sassonia, Svevia, Franconia, Baviera, Lotaringia) avrebbe potuto sconfiggere gli ungari e fermare le loro devastanti incursioni. Tuttavia, dopo le sconfitte della prima battaglia di Lechfeld e della battaglia di Rednitz del 910, dovette anche lui siglare una pace e accettare di pagargli un tributo.
La battaglia di Presburgo fu un passo importante verso la creazione di una superiorità militare ungara nell'Europa meridionale, centrale e occidentale, che durò fino al 933 e consentì delle incursioni in profondità in Europa, nell'Italia meridionale, nella Germania settentrionale, in Francia e fino al confine con la Spagna, e raccogliendo tributi da molti regni e ducati. Sebbene la loro sconfitta nella battaglia di Riade nel 933 pose fine alla superiorità militare ungara nella Germania settentrionale, i magiari continuarono le loro campagne in Germania, Italia, Europa occidentale e persino in Spagna (942) fino alla seconda battaglia di Lechfeld del 955 vicino ad Augusta, quando l'esercito di Ottone I sconfisse un esercito ungaro; dopo la battaglia, Ottone fece giustiziare i tre principali capi ungari catturati (Bulcsú, Lehel e Súr), ponendo fine alle incursioni nei territori ad ovest dell'Ungheria. I teutonici non sfruttarono questa vittoria: nonostante fossero al culmine della loro unità e potere, dopo aver sconfitto i magiari, aver conquistato molti territori nell'Europa meridionale, orientale e occidentale, e ripristinato il Sacro Romano Impero, non videro la vittoria contro gli ungari dal 955 come un'opportunità per attaccare la loro terra al fine di eliminarla o sottometterla fino alla metà dell'XI secolo (anche se, anche questa volta, senza successo), in quanto non sopravvalutarono l'importanza di questa battaglia, calcolando i pericoli che una spedizione nei territori ungari poteva creare per gli invasori, basandosi sulla spaventosa e dolorosa memoria della battaglia di Pressburg.
A lungo termine, grazie alla loro vittoria a Presburgo, il principato d'Ungheria si difese dall'obiettivo finale dei leader militari, politici e spirituali dei Franchi Orientali e bavaresi, cioè il loro annientamento. Si può dire che grazie a questa vittoria, l'Ungheria e gli ungheresi oggi esistono come un paese e una nazione, perché, nel caso di una vittoria tedesca, anche se non avessero mantenuto la loro promessa, risparmiando gli ungari dall'annientamento o dall'espulsione, senza uno stato e una chiesa indipendenti, i magiari avrebbero avuto poche possibilità di organizzarsi come una nazione e cultura cristiana, e probabilmente avrebbero condiviso il destino di altre nazioni o tribù che non erano cristiane quando erano state conquistate dall'impero Carolingio e il suo successore, il Sacro Romano Impero, come gli Avari, gli Slavi Polabi o gli antichi Prussiani: annichilimento o assimilazione nelle popolazioni tedesche o slave. Il tutto è comunque una congettura, in quanto alcuni di questi fattori non impedirono alla Polonia di divenire, in un percorso della sua storia, una nazione separata rispetto al Sacro Romano Impero. La battaglia di Presburgo creò le basi per uno stato ungherese indipendente, con la sua chiesa e cultura, una premessa della sopravvivenza degli ungari fino ad oggi.

### Fonti primarie
- (LA) Giovanni Aventino, Annalium Boiorum Libri Septem, 1554.
- (EN) Ermanno il Contratto, Chronicon, in Eleventh-century Germany: The Swabian Chronicles, traduzione di I. S. Robinson, Manchester University Press, 2008, ISBN 978-0-7190-7734-0.
- Liutprando da Cremona, Antapodosis, a cura di Paolo Chiesa, Fondazione Lorenzo Valla/Mondadori, 2015, ISBN 978-88-04-52190-7.
- Simone di Kéza, Gesta Hunnorum et Hungarorum, traduzione di László Veszprémy e Frank Schaer, CEU Press, 1999, ISBN 963-9116-31-9.

### Fonti secondarie
- (HU) István Bóna, A magyarok és Európa a 9-10. században [Gli ungari e l'Europa nel IX-X secolo], História, 2000, ISBN 978-96-38-31267-9.
- (EN) Charles R. Bowlus, Franks, Moravians, and Magyars: The Struggle for the Middle Danube, 788-907, Philadelphia, University of Pennsylvania Press, 1995, ISBN 978-08-12-23276-9.
- (EN) Charles R. Bowlus, The Battle of Lechfeld and its Aftermath, August 955, Routledge, 2016, ISBN 978-13-51-89416-6.
- (EN) Lajos Gubcsi, Hungary in the Carpathian Basin (PDF), traduzione di Alan Campbell, Budapest, Zrínyi Média, 2011, ISBN 978-963-327-515-3. URL consultato l'8 aprile 2022.
- (EN) Roger Collins, Early Medieval Europe 300–1000, Macmillan International Higher Education, 1999, ISBN 978-13-49-27533-5.
- (EN) Clifford J. Rogers, The Oxford Encyclopedia of Medieval Warfare and Military Technology, vol. 1, Oxford University Press, 2010, ISBN 978-01-95-33403-6.
- (HU) György Györffy, A magyarok elődeiről és a honfoglalásról: kortársak és krónikások hiradásai [Sugli antenati degli ungheresi e la loro conquista del bacino dei Carpazi: resoconti di contemporanei e cronisti], Osiris Kiadó, 2002, ISBN 963-389-272-4.
- (HU) Gyula Kristó, Levedi törzsszövetségétől Szent István Államáig [Da Levedi allo Stato di Santo Stefano], Budapest, Magvető Könyvkiadó, 1980.
- (HU) Baják László, A fejedelmek kora. A korai magyar történet időrendi vázlata. II. rész. 900-1000 [L'epoca dei principi. Indicazioni cronologiche sulla storia antica ungherese], 2, parte 900-1000, Budapest, ÓMT, 2000.
- (EN) Miklós Molnár, A Concise History of Hungary, Cambridge University Press, 2001, ISBN 978-0-521-66736-4.
- (EN) Timothy Reuter, Germany in the Early Middle Ages c. 800-1056, Routledge, 2014, ISBN 978-13-17-87239-9.
- (EN) Charles River, The Battle of Lechfeld: The History and Legacy of the Conflicts Between the Germans and Magyars in Western Europe, Independently Published, 2021, ISBN 979-85-01-05162-1.
- (EN) András Róna-Tas, Hungarians and Europe in the Early Middle Ages: An Introduction to Early Hungarian History, CEU Press, 1999, ISBN 978-963-9116-48-1.
- (DE) Joseph Werra, Über den Continuator Reginonis [Sulla continuità territoriale], Lipsia, Gressner & Schramm, 1883.
- (DE) Szabolcs Vajay, Der Eintritt des ungarischen Staemmebundes in die Europaeische Geschichte (862-933) [L'ingresso della Confederazione ungherese nella storia europea (862-933)] (PDF), Magonza, Ungarisches Institut München. V. Hase & Koehler Verlag, 1968.